# Латіфе Ушаклигіль
Латіфе Ушаклигіль (тур. Latife Uşakizade, або Uşakizâde Latife (1898 − 1975) — дружина першого президента Турецької Республіки Мустафи Кемаля Ататюрка в 1923—1925 роках.

## Біографія

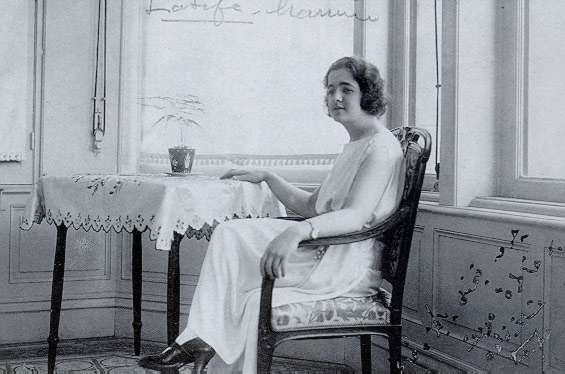
Перша леді Туреччини, Латіфе Ушаклигіль (1923)

Народилася в 1898 році в місті Ізмірі в родині відомого торговця із спорідненими коренями в місті Ушаку, звідки пішла неофіційна назва їх роду — Ушакізаде. По батьківській лінії доводилася родичкою відомому турецькому письменникові Халіту Зіє Ушаклигілю. Закінчила середню школу в Ізмірі й 1919 року почала навчання юриспруденції в Парижі та Лондоні. Коли вона повернулася на батьківщину, турецька війна за незалежність наближалася до кінця.
11 вересня 1922 року, дізнавшись, що Мустафа Кемаль-паша знаходиться в Ізмірі, Латіфе пішла до нього в штаб і запропонувала залишитися в їхній сімейній садибі з міркувань безпеки. Мустафа Кемаль із вдячністю прийняв пропозицію, після чого почалися їх стосунки. Латіфе і Мустафа Кемаль одружилися 29 січня 1923 року, коли майбутній глава держави повернувся в Ізмір після смерті своєї матері Зюбейде-ханим.
Упродовж двох з половиною років їх шлюбу, Латіфе як перша леді Туреччини була свого роду символом емансипації жінок, що йшла в ході численних реформ Ататюрка.

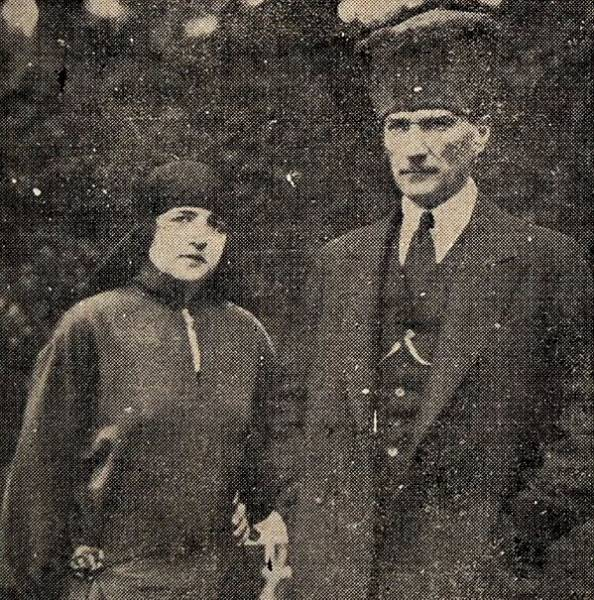
Латіфе Ушаклигіль з чоловіком Ататюрком

Мустафа Кемаль і Латіфе розлучилися 5 серпня 1925 року. Після цього Латіфе мешкала разом із матір'ю до своєї смерті в 1975 році в Ізмірі й Стамбулі, уникаючи контактів з ким-небудь. Після розлучення з Мустафою Кемалем вона більше не виходила заміж і зберігала мовчання з приводу їх стосунків протягом усього життя. У 2005 році сім'я Латіфе відхилила пропозиції про публікацію її щоденника і листування з Ататюрком.
Детальна біографія Латіфе, написана журналістом газети «Джумхурієт» Іпеком Чалишларом, була опублікована в 2006 році й викликала велику полеміку в Туреччині.